# Menahem Avidom
Menachem Avidom (en hebreu: מנחם אבידום) (Stanislavov, Àustria-Hongria, 6 de gener, 1908 - Tel-Aviv, Israel, 5 d'agost, 1995), va ser un compositor israelià. El seu cognom hebreu és la combinació dels noms de les seves filles Daniella i Miriam (Avi - el pare de; D - per Daniella; O - i; M - per Miriam).

## Biografia
Avidom va néixer Mendel Mahler-Kalkstein. Això el va posar a Polònia després de la Primera Guerra Mundial. Va emigrar al Mandat britànic de Palestina el 1925 i, poc després, va anar a estudiar a la Universitat Americana de Beirut (del 1926 al 1928). Després d'estudis posteriors al Conservatori de París (del 1928 al 1931) amb Henri Rabaud, es va traslladar a Tel-Aviv, on va ensenyar solfeig. De 1945 a 1952 va exercir com a secretari general de la Filharmònica Israeliana. El 1955 va ser nomenat director de la Society of Authors, Composers and Music Publishers in Israel (ACUM); un càrrec on va romandre durant vint-i-cinc anys. També va ser president de l'Israel Composer's League des de 1958 fins a 1971.
Va morir a Tel-Aviv, Israel, el 5 d'agost de 1995.

## Treballs
Vocal
- In Every Generation, òpera, 1955
- Alexandra ha'Hashmonait, òpera, 1961
- The Farewell, òpera, 1971
- The First Sin, òpera, 1980
- Me'Arat Yodfat, òpera
- 4 òperes més
- Kantatat t'hilim, cantata, 1955
- 12 Hills, cantata, 1976

Orquestral
- Symphony No. 3: Yam tichonit, 1952
- 9 simfonies més
- Flute Concerto
- Concertino per a violí i orquestra

Música de cambra
- Suite on B-A-C-H, conjunt de cambra, 1964
- Brass Quintet, 1969
- Sonata per a viola no acompanyada, 1984

## Premis
El 1961, Avidom va rebre el Premi Israel de música.